# 红果水东哥
红果水东哥（学名：Saurauia erythrocarpa）为猕猴桃科水东哥属下的一个变种。

## 扩展阅读
維基物種上的相關：红果水东哥